# Olchówka (Podlachie)
Pour les articles homonymes, voir Olchówka.
Olchówka est un village dans la voïvodie polonaise de Podlachie, dans le powiat de Hajnówka, près de la frontière avec le Bélarus. Beaucoup d'habitants appartiennent à la minorité biélorusse en Pologne.
Ce village abrite le parc national de Białowieża.